# Smacks

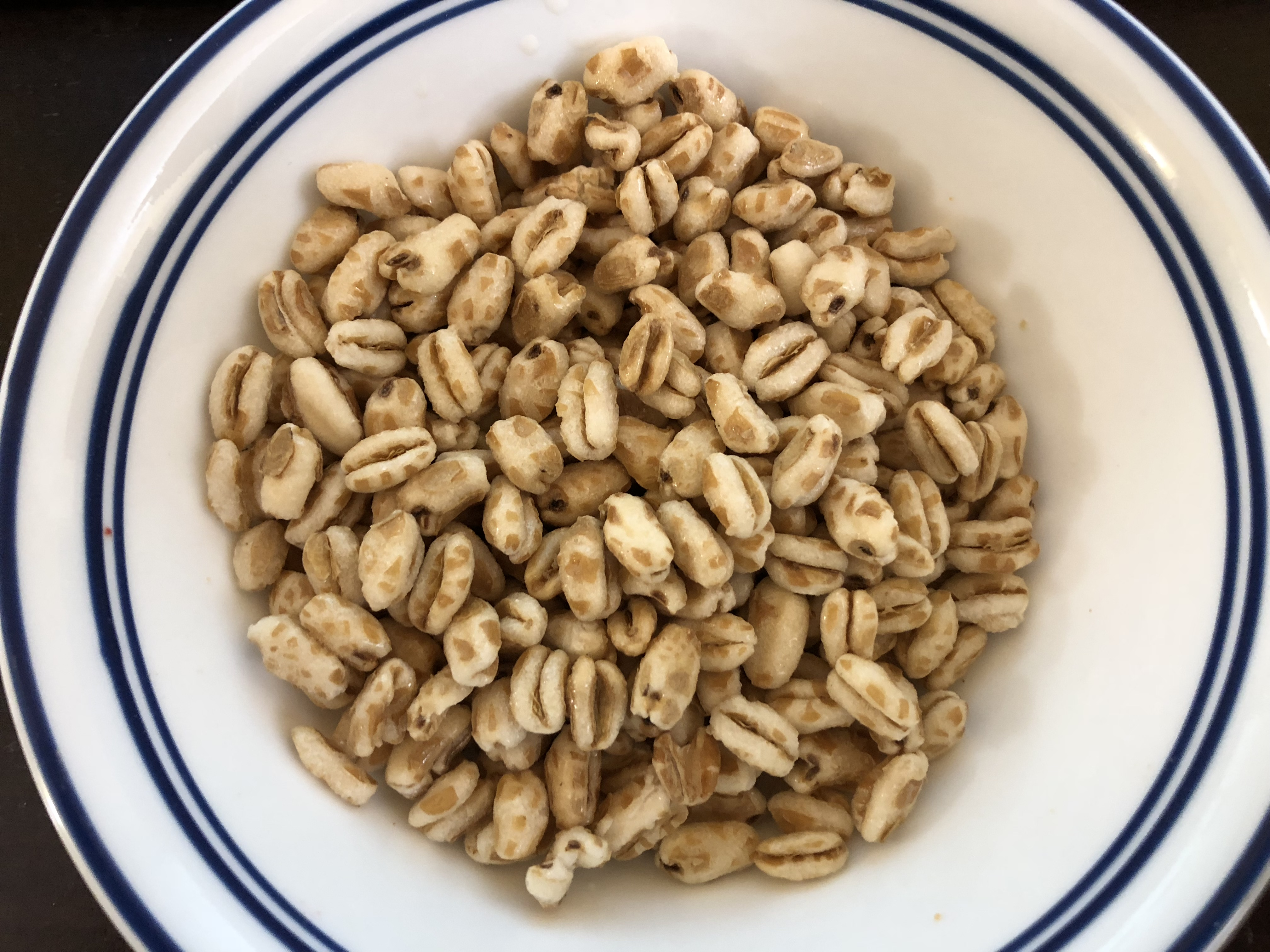
Cuenco con cereales smacks

Smacks (también conocida en Estados Unidos como Honey Smacks) es una marca de cereales comercializada por la compañía Kellogg's. Consisten en unos cereales de trigo inflado, cubiertos con miel.[cita requerida]
Otras versiones de Smacks llegaron a comercializarse. A finales de los años 90 se comercializó en España los Smacks sabor Chocolate, que sustituían la miel por el chocolate, y "Smacks chocolatines", grageas de cereales rellenas de chocolate. Sin embargo, no permanecieron mucho tiempo en el mercado.[cita requerida]
Su mascota es una rana verde con gorra, llamada originalmente Dig 'em frog, que apareció por primera vez en 1972 para los Estados Unidos, y llegó a otros países ya como la mascota original.[cita requerida]